# Аллеров, Юрий Владимирович
Ю́рий Влади́мирович А́ллеров (укр. Ю́рій Володи́мирович А́ллеров; род. 6 февраля 1964, Львов) — украинский военачальник, генерал-полковник, главный инспектор Министерства обороны Украины, командующий Национальной гвардией Украины (30 декабря 2015 — 7 мая 2019). Рыцарь ордена Богдана Хмельницкого II степени.

## Биография
Юрий Аллеров родился во Львове. В 1985 году окончил Ленинградское высшее общевойсковое училище. В 1997 году стал выпускником Академии Вооружённых сил Украины оперативно-тактического факультета.
С сентября 2010 года — начальник управления Западного ТРК Внутренних войск МВД Украины.
10 марта 2011 года получил степень кандидата военных наук, защитив перед специализированным учёным советом Академии внутренних войск диссертацию по специальности 21.07.05 «Служебно-боевая деятельность сил охраны правопорядка».
23 августа 2011 года Юрию Аллерову было присвоено воинское звание генерал-майора.
В 2012 году был назначен начальником управления Южного территориального командования ВВ МВД Украины, но в августе того же года Аллеров снова занял должность начальника управления Западного ТРК ВВ МВД Украины, которое весной 2014 года стало структурным подразделением Национальной гвардии.
23 августа 2014 года Юрий Аллеров согласно указу Президента Украины № 678/2014 получил звание генерал-лейтенанта.
30 декабря 2015 года президент Украины Пётр Порошенко назначил Юрия Аллерова на должность командующего Национальной гвардией Украины (указ № 733/2015 от 30 декабря 2015).
23 августа 2017 года присвоено воинское звание генерал-полковник.
Освобождён от должности командующего Национальной гвардией Украины указом президента Украины Петра Порошенко 7 мая 2019 года. C 14 по 20 мая находился в СИЗО, выпущен под залог.

## Реформирование Национальной гвардии Украины
При Аллерове было начато реформирование Национальной гвардии Украины. По его словам, реформа должна была проходить в два этапа: первый этап — 2016—2017 год и второй этап — 2018—2020 годы. Реформы включали изменение органов управления, организационно-штатной структуры, доведение системы управления до стандартов НАТО.
В 2016 году с участием Командующего Национальной гвардией Украины состоялось формирование бригады быстрого реагирования по стандартам НАТО. В то же время происходило формирование первого профессионального батальона лёгкой пехоты. Также была создана первая и вторая ротно-тактические группы. Под руководством Юрия Аллерова Национальная гвардия начала помогать Национальной полиции в локализации и обезвреживании преступников, оказывающих вооруженное сопротивление, охранять атомные станции и другие особо важные объекты, консульства и дипломатические представительства других стран, расположенные на территории Украины, вместе со Службой безопасности Украины противодействовать терроризму.

## Награды

### Украины
- Орден Богдана Хмельницкого II степени (18 апреля 2016) — за личные заслуги в защите территориальной целостности Украинского государства, мужество и высокий профессионализм, проявленные в противодействии проявлениям сепаратизма в Харьковской области в апреле 2014 года[12]
- Орден Богдана Хмельницкого III степени (24 августа 2012) — за весомый личный вклад в защиту государственного суверенитета, обеспечения конституционных прав и свобод граждан, укрепление экономической безопасности государства, образцовое выполнение служебного долга и по случаю 21-й годовщины независимости Украины[13]
- Медаль «Защитнику Отчизны»
- Медаль «10 лет МВД Украины»
- Медаль «15 лет МВД Украины»
- Медаль «За добросовестную службу» (МВД Украины)
- Награда «Почётный гражданин города Святогорск» — за активное участие в борьбе с вооружённым сепаратистским движением на территории городов Святогорска, Славянска и Славянского района, недопущение распространения бандитских формирований, обеспечение гуманитарной миссии по размещению вынужденных переселенцев в безопасных местах[14]

### СССР
- Медаль «70 лет Вооружённых Сил СССР»
- Медаль «За безупречную службу» III степени (СССР)